# Am Markt 40 (Weismain)
Das Gebäude Am Markt 40 ist ein Fachwerkhaus am Marktplatz der oberfränkischen Stadt Weismain mit der Adresse Am Markt 40. In dem Haus wurde 1896 die Brauerei Dietz gegründet; es diente lange als ihr Schankraum. Unter der Nummer D-4-78-176-30 ist das Haus als Baudenkmal durch das Bayerische Landesamt für Denkmalpflege geschützt.

## Geschichte
Das Gebäude wurde wahrscheinlich 1696 im Auftrag von Peter Pertold errichtet. 1893 erwarb der Bauer Michael Dietz von der Bäckerswitwe Barbara Agatz das Anwesen, damals noch mit der Hausnummer 26. Drei Jahre später, 1896, gründete er mit dem Einbau einer Brauanlage in das Haus die Brauerei Dietz, der das Gebäude fortan als Schank- und Brauhaus diente. Hinter dem Haus ließ Dietz 1902 eine unterkellerte Malztenne mit Vorkeller errichten. Um der gestiegenen Biernachfrage nachzukommen, wurde  im Hinterhof des Hauses 1955/1956 ein Neubau errichtet, in den die Brauerei ausgelagert und eine Abfüllanlage eingebaut wurde. Bis zur Betriebseinstellung der Brauerei im Jahr 1981 diente das historische Haus am Marktplatz noch als Bräustüberl der Brauerei Dietz. Seitdem wird das Haus als Wohnhaus genutzt.

## Architektur
Das traufständige Haus verfügt über ein massives, verputztes Erdgeschoss aus Sandstein. Über einem Stockwerksgesimse schließen sich in Fachwerkbauweise ein Obergeschoss und zwei Dachgeschosse an. Im Erdgeschoss befinden sich fünf rechteckige Fenster, davon drei historische mit profilierten und geohrten Rahmen sowie zwei schmucklose Fenster neuerer Bauart. Etwa mittig in der Fassade befindet sich ein großes hölzernes Tor, in dessen Sturzbalken die Inschrift „PETER PERTOLD CASTNER ALHIR BAVET MICH 1696“ eingraviert ist. Die in den Kopfbändern eingelassenen Initialen „HP“ und „GPS“ sind in ihrer Bedeutung unklar.
Das Fachwerk ist mit nachgotischen Fachwerkschmuckformen versehen. In den Brüstungsfeldern unter den sieben Obergeschossfenstern befinden sich geschweifte, mit Nasen versehene Andreaskreuze (sogenannte Feuerböcke), die mit geschweiften Stützhölzern abwechseln. Zwischen den Fenstern sind geschweifte Schrägstützen eingebaut. Den Abschluss des Hauses bildet ein Satteldach.